# حمام مزج (۲)
حمام مزج (۲) مربوط به دوره قاجار است و در شهرستان شاهرود، بخش بسطام، دهستان کلاته‌های غربی، روستای فرج واقع شده و این اثر در تاریخ ۳ خرداد ۱۳۸۶ با شمارهٔ ثبت ۱۹۱۴۰ به‌عنوان یکی از آثار ملی ایران به ثبت رسیده است.